# Primula auricula
La oreja de oso (Primula auricula) es una especie perteneciente a la familia de las primuláceas. 

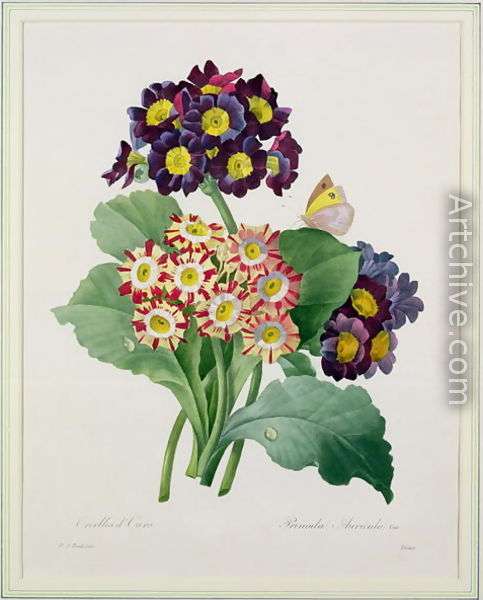
Ilustración

## Hábitat
Crece sobre rocas básicas y calizas en las cadenas montañosas de Europa central, incluidos los Alpes occidentales, Jura, los Vosgos, la Selva Negra y montañas del Tatra.

## Descripción
Las hojas son obovadas con un borde cartilaginoso formando una roseta basal. Las flores, de color amarillo, crecen en racimos de 5-20 cm sobre largos tallos.
Un reciente estudio  entre las dos especies, Primula lutea y P. auricula indica que la primera se encuentra más al sur y al este (Apeninos, Cárpatos, los Balcanes y el sur y el este de los Alpes).  Antes de este estudio, P. lutea  se había considerado sinónimo de p. auricula. Otros sinónimos de P. auricula  incluyen P. balbisii y P. ciliata.

## Usos
Primula auricula se encuentra en el anverso de las monedas de Austria de € 0,05 euro. Hoy en día se trata de una planta rara y está protegida en muchos países.

## Taxonomía
Primula auricula fue descrita por Carolus Linnaeus y publicado en Sp. Pl. 143 1753.
Etimología
Ver: Primula
auricula: epíteto latino que significa "con forma de oreja".
Sinonimia
- Aretia auriculata Link
- Auricula hortensis Spach
- Auricula-ursi auricula (L.) Soják[4]